# Margrét Vigfúsdóttir
Margrét Vigfúsdóttir, född cirka 1406, död 1486, var en isländsk godsägare. Hon är känd för omständigheterna kring sitt giftermål. 
Hon var en storarvtagare och bodde år 1430 på Holar med sin bror Ivar. Enställd hos biskop Jöns Gerekesson friade till henne. Hon avböjde frieriet, och som hämnd överfölls Kirkjubol av biskopens män, som brände det och dödade hennes bror Ivar. Själv lyckades hon fly och lovade att gifta sig med den man som hämnades hennes bror. Hon gifte sig 1436 med Þorvarði Loftssyni, som 1436 medverkat till hennes hämnd. Hon tycks ha betraktats med respekt på det samtida Island, och det är känt att hon ensam skötte sina gods, trots att hon var gift och formellt därför under förmynderskap. 